# А все-таки ми живемо!
«А все-таки ми живемо!» (яп. どっこい生きてる, Dokkoi ikiteru) — японський чорно-білий фільм-драма 1951 року, поставлений режисером Тадасі Імаї. Фільм створений під відчутним впливом італійського неореалізму, особливо кінострічки «Викрадачі велосипедів» Вітторіо Де Сіки.

## Сюжет
Удосвіта робітники-поденники квапляться до бараків, де дають рознарядки на роботу. Роботи на всіх бракує. Морі намагається вчепитися за вантажівку, вже набиту робітниками, відібраними бригадиром. Вантажівка рушає з місця, і Морі падає на дорогу. Він повертається додому, і там йому несподівано повідомляють, що його барак буде знесений. У нього дружина і двоє дітей. На ранок він отримує рознарядку на повний робочий день. Він повинен розчищати мотлох з-під завалів. Його дружина сама вирішує продати все їхнє мізерне майно й поїхати з дітьми до сестри в село. Морі спочатку невдоволений, що з ним ніхто не порадився, але потім проводжає сім'ю на вокзал і вирушає до нічліжки. На щастю, йому пропонують постійну роботу на маленькому заводі, але авансу не дають. Як і більшості поденників, йому навіть нема на що купити їжі. Жінка з його кварталу обходить сусідів, і всі, навіть найбідніші, збирають для нього трохи грошей. Але увечері, відмічаючи призначення, Морі напивається, і в нічліжці у нього крадуть дорогоцінні заощадження.
На заводі Морі відмовляють в обіцяному місці. Знайомий підмовляє його вкрасти труби з будівництва. Він попадається на очі і втікає від гонитви по вулицях. Його викликають в поліцію: його дружина їхала в потягу без квитка. Їй роблять навіювання, після чого відпускають. Подружжя і двоє дітей блукають містом, не знаючи, де знайти ночівлю. Співучасник крадіжки віддає Морі його долю. Морі відводить сім'ю в нічліжку та замовляє ситну вечерю. Дочекавшись, поки діти заснуть, він пропонує дружині всім разом вчинити самогубство. Він дарує дітям останній радісний день і відводить їх на ярмарок, де хлопчик потрапляє у болото. Батько встигає вчасно його витягнути. Цей порятунок жене з нього думки про самогубство. Наступного дня він знову займає чергу в натовпі, що очікує рознарядок.

## У ролях
| • Чодзюро Каварасакі   | … | Сюдзо Морі                 |
| • Сідзує Каварасакі    | … | Сато, дружина Сюдзо Морі   |
| • Росаку Каварасакі    | … | Юїті, син Сюдзо і Сато     |
| • Йосіко Матіда        | … | Таміє, донька Сюдзо і Сато |
| • Кан'ємон Накамура    | … | Ханамура                   |
| • Ісао Кімура          | … | Мідзуно                    |
| • Хатає Кісі           | … | дружина Мідзуно            |
| • Емітаро Ітікава      | … | батько Мідзуно             |
| • Ідзумі Імамура       | … | сестра Мідзуно             |
| • Кацуюкі Терада       | … | Рьо Мідзуно                |
| • Кен Терада           | … | Кен Мідзуно                |
| • Теко Іїда            | … | стара Акіяма               |
| • Уменосуке Накамура   | … | Фудзікі                    |
| • Кодзабуро Накамура   | … | Нода                       |
| • Кун'їтаро Каварасакі | … | хазяїн Ямакава             |

## Знімальна група
- Автори сценарію — Хісая Іваса, Кендзо Хірата, Тадасі Імаї
- Режисер-постановник — Тадасі Імаї
- Продюсери — Торідзо Мацумото, Масахару Міякава
- Композитор — Масао Окі
- Оператори — Йосіо Міядзіма, Сунітіро Накао
- Художник-постановник — Кацуо Кубо

## Про фільм
…Деякий ідеалізм проскакує в описові солідарності, що несподівано виникає між мешканцями кварталу. Але цей відносно штучний момент не звучить дисонансом у фільмі, за своїм натхненням близьким до неореалізму в трактуванні Де Сіки. Урок «Викрадачів велосипедів» засвоєний твердо: поневіряння знедоленої людини в невпинному пошуку роботи описані детально й емоційно. Але було б помилкою говорити, як це роблять деякі, що у фіналі фільм несе оптимістичний заряд. Звичайно, той факт, що хлопчик уникнув смерті, примушує батька забути про самогубство, але він як і раніше абсолютно убогий, як і на початку фільму. Без будь-яких перспектив на горизонті.
Постановка була здійснена на кошти, зібрані у робітників, селян, студентів. Компанія «Сінсей ейгася» випустила «облігації» ціною 50 єн, які потім були пропуском на перегляд фільму. Профспілки, кіноклуби та просто кінолюбителі жертвували або позичали гроші. Актори театру «Дзенсіндза», які виконували майже всі ролі у фільмі, не лише відмовилися разом з Тадасі Імаї від гонорару до випуску кінострічки на екран, але й, роз'їжджаючи по країні, поширювали «облігації». Популярна кіноакторка Ісудзу Ямада брала участь у фінансуванні фільму та агітувала за його прокат. Було зібрано 4 000 000 єн, сума явно не достатня для виробництва художньої повнометражної кінострічки. з метою економії коштів на зйомку масових сцен, були мобілізовані всі, хто брав участь у створенні фільму та їхні сім'ї.
Коли ж продюсер і режисер роздобули стару зношену кіноапаратуру та зняли під павільйон спорохнілий сарай, поліція 12 травня 1951 року вчинила озброєний напад на цей сарай, де вже проходили зйомки. За допомогою робітників кінематографісти відстояли свою «студію». Вони здолали і нескінченні причіпки цензури та відмову прокатних організацій показувати продукцію незалежної кінокомпанії. За прокат фільм взялася невелика незалежна компанія «Хокусей ейга», яка раніше займалася головним чином поширенням радянських фільмів, у зв'язку з успішним прокатом фільму «А все-таки ми живемо!» різко розширила свою діяльність та зайнялася прокатом японських фільмів, переважно поставлених незалежними студіями.

## Визнання
| Нагороди та номінації фільму «А все-таки ми живемо!» | Нагороди та номінації фільму «А все-таки ми живемо!» | Нагороди та номінації фільму «А все-таки ми живемо!» | Нагороди та номінації фільму «А все-таки ми живемо!» | Нагороди та номінації фільму «А все-таки ми живемо!» | Нагороди та номінації фільму «А все-таки ми живемо!» |
| Рік                                                  | Кінофестиваль/кінопремія                             | Категорія/нагорода                                   | Номінант                                             | Результат                                            |                                                      |
| ---------------------------------------------------- | ---------------------------------------------------- | ---------------------------------------------------- | ---------------------------------------------------- | ---------------------------------------------------- | ---------------------------------------------------- |
| 1952                                                 | Премія «Майніті»                                     | Найкраща робота художника-постановника               | Кацуо Кубо                                           | Перемога                                             |                                                      |